# Dendrocopos darjellensis
Dendrocopos darjellensis là một loài chim trong họ Picidae.